# Università ecologica di Bucarest
L'Università ecologica di Bucarest (in romeno Universitatea Ecologică din București) è un'università situata a Bucarest in Romania. Fondata nel 1990, è composta da sette facoltà.
È la prima università settoriale di istruzione superiore, fondata il 4 aprile 1990. È erede della tradizione della società dell'Ateneo rumeno, fondata nel 1865.